# Porcellio romanorum
Porcellio romanorum är en kräftdjursart som beskrevs av Karl Wilhelm Verhoeff1901. Porcellio romanorum ingår i släktet Porcellio och familjen Porcellionidae. Inga underarter finns listade i Catalogue of Life.